# Kornelius Johannes Willem Ottolander
Kornelius Johannes Willem Ottolander (13 de noviembre de 1822 - 17 de noviembre de 1887) fue un botánico, dendrólogo neerlandés.

## Algunas publicaciones

### Libros
- Ottolander, kjw; a Koster, c. de Vos (edits). 1875. Nederlandsche flora en pomona

- Kruse, caj; kjw Ottolander. 1877. De wijnstok in onze tuinen: praktische en bevattelijke wenken ter verpleging van den wijnstok (La vid en nuestros jardines: guía práctica y comprensible para los cuidados de enfermedades de la vid). 71 pp.

- Peters, ej; kjw Ottolander. 1880. Handleiding tot de teelt van bes-ooft (Guía para el cultivo de frutas de baya). Ed. A.H. Adriani. 164 pp.

- Ottolander, kjw. 1880. Practisch handboek voor de ooftboomteelt in Nederland (Manual práctico para los Países Bajos en arboricultura). 168 pp.

- Niedeken, j; kjw Ottolander. 1897. Handboek voor den moes- en bloemtuin, boomgaard, boomkweekerij, orangerie en broeierij (Manual para la pulpa y el Jardín de flores, huerto, boomkweekerij, los naranjos)

## Honores

### Eponimia
Especies
- (Sapotaceae) Croixia ottolanderi (Koord. & Valeton) Baehni[4]